# Herman Wold
Herman Ole Andreas Wold (Skien, 25 de dezembro de 1908 — 16 de fevereiro de 1992) foi um economista e estatístico sueco nascido na Noruega.
Wold foi conhecido por seu trabalho em economia matemática, em análise de série temporal e em estatística econométrica.
Em estatística no campo da matemática, Wold contribuiu com o teorema de Cramér-Wold caracteriza a distribuição normal e desenvolveu a decomposição Wold em análise de séries temporais. Em microeconomia, Wold avançou com a teoria da utilidade e a teoria da a demanda do consumidor. Em estatística multivariável, Wold contribuiu com métodos mínimos quadrados parciais ('PLS') e modelos gráficos. de acordo com a Judea Pearl. o trabalho de Wold em causalidade inferência de estudos observacionais, estava décadas à frente de seu tempo.

## Escritos selecionados H. O. A. Wold
- 1938. A Study in the Analysis of Stationary Time Series, Almqvist & Wiksell
- 1949. Statistical Estimation of Economic Relationships, na Econometrica,
- 1952. Demand Analysis: A Study in Econometrics, comLars Juréen.
- 1954. "Causality and Econometrics," Econometrica, 22(2), p p. 162-177.
- 1964. Econometric model building : essays on the causal chain approach (editado por Herman O.A. Wold).
- 1969. "Econometrics as Pioneering in Nonexperimental Model Building," Econometrica, 37(3), p p. 369-381.
- 1980. The Fix-Point Approach to Interdependent Systems (editado por Herman Wold),  	 North-Holland.
- 1982. Systems under Indirect Observation: Causality, Structure, Prediction (editado por K. G. Jöreskog e H. Wold), North-Holland.

Há uma extensa bibliografia publicada com a entrevista ET (abaixo -  Ligações externas).